# Liste des opérateurs de réseau mobile en Afrique
 (avril 2023\\9/10/23*).
Ceci est une liste des 166 opérateurs de réseau mobile en Afrique.

## Afrique du Sud
96 millions d'abonnés au total, soit un taux de pénétration de 153 % (décembre 2016).
| Rang | Opérateur | Technologie             | Abonnés (en millions)  | Abonnés fixe [dont fibre] (en millions) | Propriété                                          |
| ---- | --------- | ----------------------- | ---------------------- | --------------------------------------- | -------------------------------------------------- |
| 1    | Vodacom   | UMTS, GSM, GPRS, 4G LTE | 49,428 (mars 2025)     | ? (mars 2025)                           | Vodafone : 65 %, Telkom : 13,91 %, autre : 21,09 % |
| 2    | MTN       | UMTS, GSM               | 37,431 (décembre 2023) |                                         | MTN : 100 %                                        |
| 3    | Cell C    | GSM                     | 11,719 (juin 2020)     |                                         | Oger Telecom                                       |

## Algérie
L'opérateur historique Mobilis, filiale d'Algérie Télécom, bénéficie automatiquement de toutes les licences (GSM). Les opérateurs privés doivent quant à eux, acheter, lors de ventes aux enchères, ces licences qui sont finalement accordées aux plus offrants.
48,92 millions d’abonnés au total, soit un taux de pénétration de 110,72 % en (juin 2023).
| Rang | Opérateur       | Technologie            | Abonnés (en millions) | Propriété                                                 |
| ---- | --------------- | ---------------------- | --------------------- | --------------------------------------------------------- |
| 1    | Mobilis         | UMTS, GSM, 3G+, 4G LTE | 21,253 (juin 2023)    | Groupe Télécom Algérie (public) : 100 %                   |
| 2    | Djezzy          | UMTS, GSM, 3G+, 4G LTE | 15,272 (juin 2023)    | Fonds National d'Investissement (État algérien) : 96,57 % |
| 3    | Ooredoo Algérie | UMTS, GSM, 3G+, 4G LTE | 12,390 (juin 2023)    | Ooredoo : 74.4 %                                          |

## Angola
13,3 millions d’abonnés au total, soit un taux de pénétration de 63,7 % (septembre 2010)
| Rang | Opérateur | Technologie                                                 | Abonnés (en millions) | Propriété |
| ---- | --------- | ----------------------------------------------------------- | --------------------- | --- |
| 1    | Unitel    | GSM-900/1800 (GPRS, EDGE) 2100 MHz UMTS, HSDPA 2100 MHz LTE | 7 (novembre 2011)     | Mercury (Sonangol group) : 25 %, Group GENI : 25 %, Vidatel : 25 %, Portugal Telecom : 25 %                                                  |
| 2    | Movicel   | GSM (GPRS, EDGE) 900 MHz UMTS, HSDPA 1800 MHz LTE           | 2.5 (septembre 2010)  | Gouvernement (Angola Telecom (18 %), Correios Telegrafos de Angola (2 %), Porturil (40 %), Modus Comicare (19 %), Ipang (10 %), Lambda (6 %) |
| 3    | Africell  |                                                             | 5 (Septembre 2022)    | Africell Groupe |

## Bénin
9,034 millions d’abonnés, soit un taux de pénétration 86 %. (Source: ARCEP Bénin juin 2015)
| Rang | Opérateur | Technologie                          | Abonnés (en millions) | Propriété                                  |
| ---- | --------- | ------------------------------------ | --------------------- | ------------------------------------------ |
| 1    | MTN       | GSM-900/1800 MHz, UMTS, DC-HSPA+ LTE | 7,710 (déc 2023)      | MTN : 75 %                                 |
| 2    | Moov      | GSM (900Mhz), UMTS, DC-HSPA+ LTE     | 4,279 (déc 2018)      | Maroc Télécom : 100 % (Etisalat : 53,09 %) |
| 3    | Glo       | GSM-900/1800 Mhz                     | 1.7 (déc 2015)        | Globacom                                   |
| 4    | Libercom  | GSM-900 Mhz                          | 0.056                 | Benin Telecom                              |

## Botswana
2,05 millions d’abonnés, soit un taux de pénétration de 167 % (mars 2015)
| Rang | Opérateur       | Technologie                     | Abonnés (en millions) | Propriété                                   |
| ---- | --------------- | ------------------------------- | --------------------- | ------------------------------------------- |
| 1    | MASCOM          | GSM-900/2100Mhz, UMTS,HSPA+,LTE | 1,880 (déc 2023)      | Mascom Wireless (Pty) Limited, MTN : 53,3 % |
| 2    | Orange Botswana | GSM-900/2100Mhz, UMTS,HSPA+,LTE | 1,661 (juin 2022)     | Orange : 73,68 %                            |
| 3    | Be Mobile       | GSM-900/1800 UMTS               | 0,52 (mars 2015)      | Botswana Telecommunications Corporations %  |

## Burkina Faso
12,62 millions d’abonnés, soit un taux de pénétration de 70,60 %.
| Rang | Opérateur                | Technologie                                                       | Abonnés (en millions) | Propriété                                                   |
| ---- | ------------------------ | ----------------------------------------------------------------- | --------------------- | ----------------------------------------------------------- |
| 1    | Orange                   | GSM/GPRS/EDGE, 3G+, 4G/LTE, FTTx, Orange Energie, Orange Money    | 11,447 (juin 2022)    | Orange                                                      |
| 2    | Moov Africa Burkina Faso | GSM/GPRS/EDGE, 3G+, 4G/LTE, FTTx (Branche Onatel : CDMA2000/EVDO) | 7,634 (déc 2018)      | Maroc Télécom : 61 % (Emirates Télécommunication : 53,09 %) |
| 3    | Telecel Faso             | GSM/GPRS/EDGE/3G+/ 4G,LTE                                         | 2,38 millions         | Planor Afrique                                              |

## Burundi
? millions d’abonnés, soit un taux de pénétration de ? %.
| Rang | Opérateur                | Technologie                             | Abonnés (en millions) | Propriété |
| ---- | ------------------------ | --------------------------------------- | --------------------- | --------- |
| 1    | Lumitel                  | GSM UMTS 4G LTE\|\|3 (Déc. 2020)        | Viettel               |           |
| 2    | Econet Leo               | CDMA GSM-900/1800 MHz 2100 MHz UMTS LTE | 2,6 (juillet 2015)    |           |
| 3    | ONATEL                   | GSM-900 MHz                             | 0,140 (novembre 2008) |           |
| 4    | Smart Mobile (ex Lacell) | GSM-1800 MHz UMTS                       | ND                    |           |

## Cameroun
19 millions d’abonnés, soit un taux de pénétration de 81 %  (décembre 2016).
| Rang | Opérateur     | Technologie          | Abonnés (en millions) | Propriété        |
| ---- | ------------- | -------------------- | --------------------- | ---------------- |
| 1    | MTN           | GSM, 3G+, LTE, WIMAX | 11,291 (déc 2023)     | MTN_Group : 80 % |
| 2    | Orange        | GSM, 3G+, LTE,       | 10,470 (juin 2022)    | Orange : 70 %    |
| 3    | Nexttel       | GSM, 3G+             | 4,5 (Janvier 2018)    |                  |
| 4    | Camtel Mobile | CDMA, LTE            | 0,2 (janvier 2018)    | Camtel           |
| 5    | YooMee        | WiMAX                | NC                    | YooMee           |

## Cap-Vert
0.5 millions d’abonnés, soit un taux de pénétration de 87.5 %.
| Rang | Opérateur | Technologie           | Abonnés (en millions) | Propriété          |
| ---- | --------- | --------------------- | --------------------- | ------------------ |
| 1    | CVMOVEL   | GSM-900/1800 MHz UMTS | 0.400 (?)             | Cabo Verde Telecom |
|      | T-MAIS    | GSM-900/1800 MHz      | 0.047 (Q1 2010)       | T-Mais             |

## Comores
100.000 abonnés, soit un taux de pénétration de 20 %.
| Rang | Opérateur | Technologie | Abonnés (en millions) | Propriété                                                  |
| ---- | --------- | ----------- | --------------------- | ---------------------------------------------------------- |
| 1    | Comtel    | GSM         | 0.056 (2007)          | Societe Nationale des Telecommunications (Comores Telecom) |
| 2    | Yas       | UMTS, LTE   | 0,1 (2019)            | Yas                                                        |

## République du Congo
30,6 millions d’abonnés, soit un taux de pénétration de 38% en 2016.
| Rang | Opérateur    | Technologie | Abonnés (en millions) | Propriété     |
| ---- | ------------ | ----------- | --------------------- | ------------- |
| 1    | Airtel       | GSM         | 1,851 (Q4 2015)       | Bharti Airtel |
| 2    | MTN          | GSM         | 3,502 (déc 2023)      | MTN : 100 %   |
| 3    | Azur telecom | GSM         | 0,313 (Q4 2015)       | Bintel        |

## Côte d'Ivoire
27,5 millions d'abonnés, soit un taux de pénétration de 116% en 2016.
| Rang | Opérateur            | Technologie              | Abonnés (en millions) | Propriété                                 |
| ---- | -------------------- | ------------------------ | --------------------- | ----------------------------------------- |
| 1    | MTN                  | GSM/3G/3G+/4G            | 16,998 (déc 2023)     | MTN : 66,8 %                              |
| 2    | Orange Côte d'Ivoire | GSM/GPRS/3G/3G+/4G       | 14,637 (juin 2022)    | Orange : 85 %                             |
| 3    | Moov                 | GSM/GPRS/ EGDE/3G/3G+/4G | 8,646 (déc 2018)      | Maroc Télécom : 85 % (Etisalat : 53,09 %) |

## Djibouti
0,12 million d’abonnés, soit un taux de pénétration de 14 %.
| Rang | Opérateur | Technologie                                        | Abonnés (en millions) | Propriété           |
| ---- | --------- | -------------------------------------------------- | --------------------- | ------------------- |
| 1    | Evatis    | GSM-900 MHz & 1800MHZ UMTS, HSPA LTE+ dual carrier | 0.106 (Q1 2010)       | Djibouti Telecom SA |

## Égypte
97,8 millions d'abonnés, soit un taux d'abonnés de 109% en 2016.
| Rang | Opérateur               | Technologie                                                              | Abonnés (en millions) | Propriété                                                    |
| ---- | ----------------------- | ------------------------------------------------------------------------ | --------------------- | ------------------------------------------------------------ |
| 1    | Vodafone Égypte         | GSM-900 MHz (GPRS, EDGE) 900/2100 MHz UMTS, HSDPA, HSUPA, HSPA+ LTE      | 51,483 (mars 2025)    | Vodacom : 54,9 %, Telecom Egypt : 44,7 %, Free Float (0.13%) |
| 2    | Etisalat Égypte         | GSM-900/1800 MHz (GPRS, EDGE) 900/2100 MHz UMTS, HSDPA, HSUPA, HSPA+ LTE | 29,1 (juin 2022)      | Etisalat : 66 %, Egypt Post : 20 % (2006)                    |
| 2    | Orange Égypte           | GSM-900 MHz (GPRS, EDGE) 900/2100 MHz UMTS, HSDPA, HSUPA, HSPA+ LTE      | 27,899 (mars 2020)    | Orange : 99,39 %                                             |
| 3    | We (par Egypte Télécom) | GSM-900 MHz (GPRS, EDGE) 900/2100 MHz UMTS, HSDPA, HSUPA, HSPA+, LTE     | 1.6 (Déc. 2017)       | Gouvernement égyptien (80%)                                  |

## Érythrée
? millions d’abonnés, soit un taux de pénétration de ? %.
| Rang | Opérateur | Technologie | Abonnés (en millions) | Propriété                                       |
| ---- | --------- | ----------- | --------------------- | ----------------------------------------------- |
| 1    | Eritel    | GSM         | ND                    | Eritrea Telecommunications Services Corporation |

## Eswatini
0,2 million d’abonnés, soit un taux de pénétration de 19 % (décembre 2005)
| Rang | Opérateur | Technologie | Abonnés (en millions) | Propriété  |
| ---- | --------- | ----------- | --------------------- | ---------- |
| 1    | MTN       | GSM         | 1,050 (déc 2023)      | MTN : 30 % |

## Éthiopie
49,1 millions abonnés, soit un taux de pénétration de 48% en 2016.
| Rang | Opérateur     | Technologie                                                           | Abonnés (en millions) | Propriété                                                                                                |
| ---- | ------------- | --------------------------------------------------------------------- | --------------------- | --- |
| 1    | Ethio Telecom | GSM 900 MHz (GPRS, EDGE) 2100 MHz UMTS, HSDPA, HSUPA, HSPA, HSPA+ LTE | 26.2                  | Ethiopian Telecommunications Corporation                                                                 |
| 2    | Safaricom     | 2G,3G,4G                                                              | NC                    | Safaricom (55.7%) Sumitomo Corporation (27.20%) British International Investment (10.9%) Vodacom (6.20%) |

## Gabon
Le Gabon compte 2,8 millions d'abonnés ; le nombre d'abonnés est mal connu car l'identification des abonnés n'est obligatoire que depuis 2015.
| Rang | Opérateur                             | Technologie                                       | Abonnés (en millions) | Propriété                                                   |
| ---- | ------------------------------------- | ------------------------------------------------- | --------------------- | ----------------------------------------------------------- |
| 1    | Airtel                                | GSM-900 MHz (GPRS, EDGE) 2100 MHz UMTS, HSPA+ LTE | 1,1 (juin 2018)       | Bharti Airtel                                               |
| 2    | Moov Africa Gabon (ex. Gabon Telecom) | GSM                                               | 1,648 (juin 2018)     | Maroc Telecom (Etisalat : 51 %) Gouvernement Gabonais (49%) |

## Gambie
Un taux de pénétration de 85.53 %., sur une population de 1.77 million.
| Rang | Opérateur | Technologie                                        | Abonnés (en millions) | Propriété                                      |
| ---- | --------- | -------------------------------------------------- | --------------------- | ---------------------------------------------- |
| 1    | Africell  | GSM-900/1800 (GPRS, EDGE) 2100 MHz UMTS, HSDPA LTE | 1.30 (Jan 2015)       | Africell Gambia LTD                            |
| 2    | Comium    | GSM-900/1800 (GPRS)                                | 0.25 (2012)           | Comium Group                                   |
| 3    | Gamtel    | GSM-900                                            | 0,24 (2012)           | Gambia Telecommunications Cellular Company Ltd |
| 4    | Qcell     | GSM-900 (GPRS, EDGE) 2100 MHz UMTS, HSDPA          | 0.115 (2012)          | Qcell                                          |

## Ghana
39.8112 millions d'abonnés au total (janvier 2023).
| Rang | Opérateur     | Technologie                                            | Abonnés (en millions) | Propriété                                       |
| ---- | ------------- | ------------------------------------------------------ | --------------------- | ----------------------------------------------- |
| 1    | MTN Ghana     | GSM-900/1800 (GPRS, EDGE) 900/2100 MHz UMTS, HSDPA LTE | 26.798 (déc 2023)     | MTN : 85,5 %                                    |
| 2    | Tigo / Airtel | GSM, ETACS, AMPS                                       | 7.235 (janv 2023)     | Telecel Group (70%) Gouvernement du Ghana (30%) |
| 3    | Vodafone      | GSM-900 (GPRS, EDGE) 2100 MHz UMTS, HSDPA LTE          | 7,235 (jav 2023)      | Telecel                                         |
| 4    | Glo mobile    | GSM (GPRS, EDGE) 2100 MHz UMTS, HSPA+                  | 0,726 (janv 2020)     | Glo mobile                                      |

## Guinée
13.397 millions soit un taux de pénétration de 124 % sur une population de 10.8 millions.
| Rang | Opérateur | Technologie                   | Abonnés (en millions) | Propriété                      |
| ---- | --------- | ----------------------------- | --------------------- | ------------------------------ |
| 1    | Orange    | GSM, EDGE, UMTS               | 10.57 (juin 2023)     | Sonatel (Orange : 60,3 %)      |
| 2    | Cellcom   | GSM, EDGE, UMTS               | 0.46 (juin 2023)      | Cellcom                        |
| 3    | MTN       | GSM, EDGE, UMTS, HSPA+, WiMAX | 3.419 (décembre 2023) | MTN : 75 %                     |
| 4    | Intercel  | GSM                           | ND                    | Telecel Guinee SARL            |
| 5    | Sotelgui  | GSM                           | 0,16                  | État Guinéen, Telekom Malaysia |

## Guinée-Bissau
? millions d’abonnés, soit un taux de pénétration de ? %.
| Rang | Opérateur | Technologie | Abonnés (en millions) | Propriété                                             |
| ---- | --------- | ----------- | --------------------- | ----------------------------------------------------- |
| 1    | Guinetel  | GSM         | ND                    | Guiné Telecom (État : 50 %, Portugal Telecom : 40 % ) |
| 2    | Orange    | GSM, LTE    | 1,341 (juin 2022)     | Sonatel (Orange : 60,3 %)                             |
| 3    | MTN       | GSM         | 0,838 (déc 2023)      | MTN : 100 %                                           |

## Guinée équatoriale
? millions d’abonnés, soit un taux de pénétration de ? %.
| Rang | Opérateur | Technologie | Abonnés (en millions) | Propriété     |
| ---- | --------- | ----------- | --------------------- | ------------- |
| 1    | Orange    | GSM         | 0,184 (juin 2017)     | orange : 40 % |
| 2    | Green Com | GSM, UMTS   |                       |               |

## Maurice
% abonnés au total, soit un taux de pénétration de ? %.
| Rang | Opérateur                                    | Technologie | Abonnés (en millions) | Propriété                          |
| ---- | -------------------------------------------- | ----------- | --------------------- | ---------------------------------- |
| 1    | Orange                                       | GSM         | 0,370 (déc 2017)      | Mauritius Telecom et orange (40 %) |
| 2    | Emtel                                        | UMTS, GSM   | 0,36 (2007)           | MIC : 50 %                         |
| 3    | Mahanagar Telephone Mauritius Limited (MTML) | GSM         | ND                    | MTNL                               |

## Kenya
40.8 millions abonnés, soit un taux de pénétration de 76.9% en 2018
| Rang | Opérateur     | Technologie                                                              | Abonnés (en millions) | Abonnés fixe [dont fibre] (en millions) | Propriété                                                          |
| ---- | ------------- | ------------------------------------------------------------------------ | --------------------- | --------------------------------------- | ------------------------------------------------------------------ |
| 1    | Safaricom     | GSM-900/1800 (GPRS, EDGE) 2100 MHz UMTS, DC-HSPA+ WiMAX 800/1800 MHz LTE | 57,079 (mars 2025)    | 0,371 (mars 2025)                       | Gouvernement du Kenya, Vodacom: 35% (vodafone : 53%), Vodafone: 5% |
| 2    | Airtel        | GSM-900 (GPRS, EDGE) 2100 MHz UMTS, HSPA+ LTE                            | 6.09 (Jan 2018)       |                                         | Bharti Airtel (80%)                                                |
| 3    | Telekom Kenya | GSM-900/1800 (GPRS, EDGE) 2100 MHz UMTS, DC-HSPA+ LTE                    | 3.4 (Jan 2018)        |                                         | Helios Investment Partners (70%) Gouvernement du Kenya             |

## Lesotho
? abonnés au total, soit un taux de pénétration de 86 % (2016)
| Rang | Opérateur      | Technologie                                            | Abonnés (en millions) | Propriété                                    |
| ---- | -------------- | ------------------------------------------------------ | --------------------- | -------------------------------------------- |
| 1    | Vodacom        | GSM-900 MHz (GPRS, EDGE) 2100 MHz UMTS, HSPA LTE WiMAX | 1,557 (mars 2025)     | Vodafone (88%), Sekha-Metsi Consortium (12%) |
| 2    | Econet Ezi-Cel | GSM-900 (GPRS, EDGE) 2100 MHz UMTS HSDPA               | 0.448 (2016)          | Econet Ezi Cel Lesotho (Pty)                 |

## Liberia
? abonnés au total, soit un taux de pénétration de 3,1 % (septembre 2005)
| Rang | Opérateur            | Technologie                                                 | Abonnés (en millions) | Propriété           |
| ---- | -------------------- | ----------------------------------------------------------- | --------------------- | ------------------- |
| 1    | Orange               | GSM-900/1800 (GPRS, EDGE) 2100 MHz UMTS, HSPA+ 1800 MHz LTE | 1,992 (juin 2022)     | Orange              |
| 2    | Lonestar - MTN       | GSM,GPRS,3G                                                 | 2,204 (décembre 2023) | MTN : 60 %          |
| 3    | Novafone (ex Comium) | GSM-900 (GPRS) 2100 MHz UMTS, DC-HSPA+                      | 0.236 (fin 2023)      | Comium Services BVI |

## Madagascar
8,78 millions d’abonnés, soit un taux de pénétration de 39,4 %.
| Rang | Opérateur         | Technologie                                          | Abonnés (en millions) | Propriété            |
| ---- | ----------------- | ---------------------------------------------------- | --------------------- | -------------------- |
| 1    | Orange Madagascar | GSM-900 (GPRS, EDGE), 3G, LTE                        | 2,655 (juin 2022)     | Orange : 65,9 %      |
| 2    | Airtel Madagascar | GSM-900 (GPRS, EDGE) 2100 MHz UMTS, HSPA+ LTE        | 2.56 (décembre 2005)  | Celtel International |
| 3    | Yas               | CdmaOne GSM-900 (GPRS, EDGE) 2100 MHz UMTS, HSPA LTE | 1.96 (avr. 2013)      | Yas                  |
| 4    | Blueline          | GSM, EDGE, UMTS, HSPA, LTE                           | N/A                   | Gulfsat Madagascar   |

## Malawi
4,65 millions d’abonnés, soit un taux de pénétration de 29,2 % (2012).
| Rang | Opérateur         | Technologie                                        | Abonnés (en millions) | Propriété                                           |
| ---- | ----------------- | -------------------------------------------------- | --------------------- | --------------------------------------------------- |
| 1    | Airtel (ex. Zain) | GSM-900 (GPRS, EDGE) 2100 MHz UMTS, HSPA+ LTE      | 3.5 (Sep 2015)        | Bharti Airtel                                       |
| 2    | TNM               | GSM-900/1800 (GPRS, EDGE) 2100 MHz UMTS, HSDPA LTE | 2 (Jui. 2013)         | Malawi Telecommunications Limited, Telekom Malaysia |
| 3    | MTL               | LTE-1800                                           | ND                    | Press Corporation, NICO, Gouvernement Malawïte      |
| 4    | Access            | GSM, LTE                                           | ND                    |                                                     |
| 5    | Lacell            | GSM                                                | ND                    | La Cell Private Limited                             |
| 6    | G-Expresso        | GSM                                                | ND                    | Expresso Telecom Group Limited                      |

## Mali
23,5 millions d’abonnés, soit un taux de pénétration de 146 % (2014).
| Rang | Opérateur           | Technologie    | Abonnés (en millions) | Propriété                          |
| ---- | ------------------- | -------------- | --------------------- | ---------------------------------- |
| 1    | Orange Mali         | GSM,3G, 4G LTE | 12,516 (juin 2022)    | Sonatel : 70.2 % (Orange : 60,3 %) |
| 2    | Moov Africa Malitel | GSM, 3G        | 10,6 (2020)           | Maroc Telecom (Etisalat)           |
| 3    | Planor              | GSM            | ND                    | Planor Afrique (Monaco Telecom)    |

## Maroc
Trois opérateurs se partagent actuellement le marché marocain : Maroc Telecom (IAM), orange et, depuis 2007, Wana (ex. Maroc Connect). Maroc Telecom est l'opérateur historique issu de la scission avec la Poste Marocaine (PM), Orange  est le second arrivé, enfin INWI , dernier arrivé possède une infrastructure NGN pré-IMS, entièrement basée sur le protocole SIP pour le cœur de réseau et le CDMA pour l'accès.
41,5 millions d'abonnés, soit un taux de pénétration de 123% en 2016.
| Rang | Opérateur     | Technologie                | Abonnés (en millions) | Propriété                              |
| ---- | ------------- | -------------------------- | --------------------- | -------------------------------------- |
| 1    | Maroc Telecom | UMTS, GSM, 4G+/LTE-A /vsat | 19,062 (déc 2018)     | État marocain (20%),Etisalat (53,09 %) |
| 2    | Orange        | UMTS, GSM, 4G+/LTE-A       | 14,320 (juin 2022)    | Finance Com, CDG, Orange : 49 %        |
| 3    | Inwi          | CDMA, GSM, 4G+/LTE-A       | 6,425                 | ONA, Zain                              |

## Mauritanie
4,02 millions d'abonnés, soit un taux de pénétration de 106 % (2012).
| Rang | Opérateur       | Technologie                                              | Abonnés (en millions) | Propriété                          |
| ---- | --------------- | -------------------------------------------------------- | --------------------- | ---------------------------------- |
| 1    | Mauritel (Moov) | SM-850 MHz,900 MHz,1800 MHz,1900 MHz UMTS,HSPA+,4G/LTE   | 2.6 (Dec. 20220       | Maroc Telecom (Etisalat : 53,09 %) |
| 2    | Mattel          | GSM- 850 MHz,900 MHz,1800 MHz,1900 MHz,UMTS,HSPA+,4G/LTE | 550 000               | Mattel                             |
| 3    | Chinguittel     | GSM-850 MHz,900 MHz,1800 MHz,1900 MHz,CDMA,UMTS,HSPA+    | INDEFINIS             | Sudatel                            |

## Mozambique
9,13 millions d'abonnés, soit un taux de pénétration de 36,2 % (2012).
| Rang | Opérateur | Technologie | Abonnés (en millions) | Propriété                                          |
| ---- | --------- | ----------- | --------------------- | -------------------------------------------------- |
| 1    | Movitel   | GSM         | 6,5 (?)               | Viettel Mobile                                     |
| 2    | Vodacom   | GSM         | 12,453 (mars 2025)    | Vodafone : 65 %, Telkom : 13,91 %, autre : 21,09 % |

## Niger
5,39 millions d’abonnés, soit un taux de pénétration de 31,45 % (2012).
| Rang | Opérateur      | Technologie              | Abonnés (en millions) | Propriété                                       |
| ---- | -------------- | ------------------------ | --------------------- | ----------------------------------------------- |
| 1    | Airtel         | GSM/GPRS/ EGDE/3G/3G+/4G | 3,9                   | Bharti Airtel                                   |
| 2    | Moov           | GSM/GPRS/ EGDE/3G/3G+    | 2,485 (déc 2018)      | Maroc Télécom (Etisalat : 53,09 %)              |
| 3    | Zamani Telecom | GSM/GPRS/ EGDE/3G/4G+    | 2,637 (sept 2019)     | Vente de Orange Niger à Zamani en novembre 2019 |
| 4    | Niger Telecom  | GSM                      | 0.5                   | État Nigérien                                   |

## Nigeria
184,4 millions d’abonnés, soit un taux de pénétration de ?% en décembre 2019 .
| Rang | Opérateur        | Technologie | Abonnés (en millions) | Propriété       | code réseau |
| ---- | ---------------- | ----------- | --------------------- | --------------- | ----------- |
| 1    | MTN              | GSM         | 79,663 (déc 2023)     | MTN : 75,6 %    | 621 30      |
| 2    | Glo Mobile       | GSM         | 51,700 (déc 2019)     | Michael Adenuga | 621 50      |
| 3    | Airtel           |             | 50,187 (déc 2019)     | Bharti Airtel   |             |
| 4    | EMTS limited     |             | 13,642 (déc 2019)     |                 |             |
| 5    | Visafone limited |             | 0,135 (déc 2019)      |                 |             |

## Ouganda
20,3 millions d'abonnés au total, soit un taux de pénétration de 47,9 % (décembre 2016).
| Rang | Opérateur     | Technologie | Abonnés (en millions)  | Propriété      |
| ---- | ------------- | ----------- | ---------------------- | -------------- |
| 1    | MTN Uganda    | GSM         | 19,458 (décembre 2023) | MTN : 83,1 %   |
| 2    | Airtel        | GSM         | 4,6 (avril 2013)       | Bharti Airtel  |
| 3    | UT Mobile     | GSM         | 2 (juillet 2011)       | Uganda Telecom |
| 4    | Africell      | GSM         | 1,6 (janvier 2015)     | Africell       |
| 5    | Essar         | GSM         | ND                     | Essar Group    |
| 6    | Smart Telecom | GSM         | ND                     | Smart Telecom  |

## République centrafricaine
1,15 million d’abonnés, soit un taux de pénétration de 25,3 %,(2012).
2,6 millions de clients, soit un taux de pénétration de 48 % au 3e trimestre 2020.
| Rang | Opérateur | Technologie | Abonnés (en millions) | Propriété                          |
| ---- | --------- | ----------- | --------------------- | ---------------------------------- |
| 1    | Telecel   | GSM         | 0,5                   | Niel Telecom                       |
| 2    | Orange    | GSM, 3G+    | 0,978 (juin 2022)     | Orange                             |
| 3    | Moov      | GPRS, EDGE  | 0,140 (déc 2017)      | Maroc Télécom (Etisalat : 53,09 %) |
| 4    | Azur      | GSM         | 0,1                   | Bintel                             |

## République démocratique du Congo
47,7 millions d’abonnés, soit un taux de pénétration de 50,2 %, (2022)
| Rang | Opérateur | Technologie       | Abonnés (en millions) | Propriété        |
| ---- | --------- | ----------------- | --------------------- | ---------------- |
| 1    | Vodacom   | GSM, GPRS, 3G, 4G | 23,386 (mars 2025)    | Vodacom : 51 %   |
| 2    | Airtel    | GSM, EDGE, 3G, 4G | 13,2 (Q2 2022)        | Bharti Airtel    |
| 3    | Orange    | GSM, 3G, 4G       | 14 (Q2 2022),         | Orange           |
| 4    | Africell  | GSM, 3G           | 4,4                   | Africell Holding |

## Rwanda
5,69 millions d’abonnés, soit un taux de pénétration de 49,7 % (2012)
| Rang | Opérateur               | Technologie | Abonnés (en millions) | Propriété            |
| ---- | ----------------------- | ----------- | --------------------- | -------------------- |
| 1    | MTN                     | GSM         | 7,261 (déc 2023)      | MTN : 80 %           |
| 2    | Terracom (ex-rwandatel) | CDMA        |                       | terracom : 99 %      |
| 3    | Tigo                    | GSM         |                       | Bharti Airtel : 100% |

## Sénégal
21,66 millions d’abonnés, soit un taux de pénétration de 122,1 %(mars 2023)
| Rang | Opérateur        | Technologie           | Abonnés (en millions) | Propriété                                 |
| ---- | ---------------- | --------------------- | --------------------- | ----------------------------------------- |
| 1    | Sonatel (Orange) | GSM,GPRS , EDGE, UMTS | 12,277 (mars 2023)    | État du Sénégal (26,67%), Orange (42,3 %) |
| 2    | Yas Sénégal      | GSM-GPRS-EDGE         | 5,175 (mars 2023)     | Yas                                       |
| 3    | Expresso         | CDMA                  | 3,721 (mars 2023)     | SUDATEL : 100 %                           |

## Sierra Leone
2,2 millions d’abonnés, soit un taux de pénétration de 37 % (2012).
| Rang | Opérateur        | Technologie | Abonnés (en millions) | Propriété                         |
| ---- | ---------------- | ----------- | --------------------- | --------------------------------- |
| 1    | Sonatel (Orange) | GSM         | 4,177 (juin 2022)     | Sonatel : 100 % (Orange : 60,3 %) |
| 2    | Africell         | GSM         | ND                    | Lintel Limited                    |
| 3    | Tigo             | GSM         | 0,029 (juin 2006)     | MIC : 100 %                       |

## Soudan
32,59 millions d’abonnés aux services de téléphonie mobile pour un taux de pénétration de 68,6 %(janvier 2023).
| Rang | Opérateur | Technologie | Abonnés (en millions)   | Propriété                                  |
| ---- | --------- | ----------- | ----------------------- | ------------------------------------------ |
| 1    | Zain      | GSM         | 11,094 (septembre 2014) | Zain Group                                 |
| 2    | MTN       | GSM         | 5,700 (déc 2023)        | MTN : 85 %                                 |
| 3    | Sudani    | GSM         | ND'                     | Sudatel, MSI Cellular Holdings, MTC : 39 % |

## Soudan du Sud
2,3 millions d'abonnés, soit un taux de pénétration de 21,2 % (2012).
| Rang | Opérateur | Technologie | Abonnés (en millions) | Propriété   |
| ---- | --------- | ----------- | --------------------- | ----------- |
| 1    | MTN       | GSM         | 2,711 (déc 2023)      | MTN : 100 % |

## Tanzanie
51,220 millions d’abonnés au total, soit un taux de pénétration de ? %  (décembre 2020)
| Rang | Opérateur | Technologie | Abonnés (en millions)          | Propriété                                          |
| ---- | --------- | ----------- | ------------------------------ | -------------------------------------------------- |
| 1    | Vodacom   | GSM         | 22,642 (mars 2025)             | Vodafone : 65 %, Telkom : 13,91 %, autre : 21,09 % |
| 2    | Airtel    | GSM         | 13,824 (décembre 2020)         | Bharti Airtel                                      |
| 3    | Yas       | GSM         | 13,032 (Tigo)(décembre 2020)   | Yas                                                |
| 3    | Yas       | GSM         | 1,021 (Zantel) (décembre 2020) | Yas                                                |
| 4    | Halotel   | GSM         | 6,818 (décembre 2020)          | Viettel Mobile                                     |
| 6    | TTCL      |             | 0,891 (décembre 2020)          |                                                    |
| 7    | Smile     |             | 0,012 (décembre 2020)          |                                                    |

## Tchad
5,3 millions d’abonnés, soit un taux de pénétration de 40,4 % (Rapport Arcep 2014).
| Rang | Opérateur           | Technologie | Abonnés (en millions) | Propriété                                  |
| ---- | ------------------- | ----------- | --------------------- | ------------------------------------------ |
| 1    | Tigo                | GSM         | 3,240 (mars 2017)     | Maroc Telecom : 100 % (Etisalat : 53,09 %) |
| 2    | Airtel              | GSM         | 2,3                   | Bharti Airtel                              |
| 3    | Sotel Tchad (Salam) |             | ND                    | État tchadien                              |

## Togo
5,3? millions d’abonnés, soit un taux de pénétration ?? %.
| Rang | Opérateur | Technologie | Abonnés (en millions) | Propriété                          |
| ---- | --------- | ----------- | --------------------- | ---------------------------------- |
| 1    | Togocel   | GSM, UMTS   |                       |                                    |
| 2    | Moov      | GSM, UMTS   | 3,405 (déc 2018)      | Maroc Télécom (Etisalat : 53,09 %) |
| 3    | Yas       | GSM         |                       | Yas                                |

## Tunisie
14,6 millions abonnés au total, soit un taux de pénétration de plus de 131% en 2016.
| Rang | Opérateur       | Technologie                        | Abonnés (en millions) | Propriété                     |
| ---- | --------------- | ---------------------------------- | --------------------- | ----------------------------- |
| 1    | Ooredoo         | GSM, GPRS, EDGE, UMTS, 3G+, 4G LTE | 8,652 (déc 2018)      | Ooredoo : 84,1 %              |
| 2    | Tunisie Télécom | GSM, GPRS, EDGE, UMTS, 3G+, 4G LTE | 5,520                 | Tunisie Télécom, TeCom-DIG.   |
| 3    | Orange Tunisie  | GSM, UMTS, 3G+, 4G LTE             | 2,109 (déc 2017)      | Divona Télécom, Orange : 49 % |

## Zambie
? millions d’abonnés, soit un taux de pénétration de 4 %.
| Rang | Opérateur | Technologie | Abonnés (en millions) | Propriété                             |
| ---- | --------- | ----------- | --------------------- | ------------------------------------- |
| 1    | MTN       | GSM         | 6,886 (déc 2023)      | MTN : 89,9 %                          |
| 2    | CelTel    | GSM         | ND                    | MTC : 88 %                            |
| 3    | ZAMTEL    | GSM         | ND                    | Zambia Telecommunications Company Ltd |

## Zimbabwe
13.7 millions d’abonnés, soit un taux de pénétration de %. (mars 2020)
| Rang | Opérateur | Technologie | Abonnés (en millions) | Propriété |
| ---- | --------- | ----------- | --------------------- | --------- |
| 1    | econet    |             | 9,118 (mars 2020)     |           |
| 2    | netone    |             | 3,167 (mars 2020)     |           |
| 3    | Telecel   |             | 0,825 (mars 2020)     | Telecel   |